# Guadalupe Hidalgo, Puebla
Guadalupe Hidalgo är en ort i Mexiko.   Den ligger i kommunen Zautla och delstaten Puebla, i den sydöstra delen av landet, 150 km öster om huvudstaden Mexico City. Guadalupe Hidalgo ligger 2 423 meter över havet och antalet invånare är 157.
Terrängen runt Guadalupe Hidalgo är kuperad åt sydost, men åt nordväst är den bergig. Runt Guadalupe Hidalgo är det ganska tätbefolkat, med 75 invånare per kvadratkilometer. Närmaste större samhälle är Zaragoza, 18,5 km öster om Guadalupe Hidalgo. I omgivningarna runt Guadalupe Hidalgo växer huvudsakligen savannskog.